# Mandarine
Pour les articles homonymes, voir Mandarine (homonymie).
Ne doit pas être confondu avec Clémentine.
 (avril 2020).
Si vous disposez d'ouvrages ou d'articles de référence ou si vous connaissez des sites web de qualité traitant du thème abordé ici, merci de compléter l'article en donnant les références utiles à sa vérifiabilité et en les liant à la section « Notes et références ».

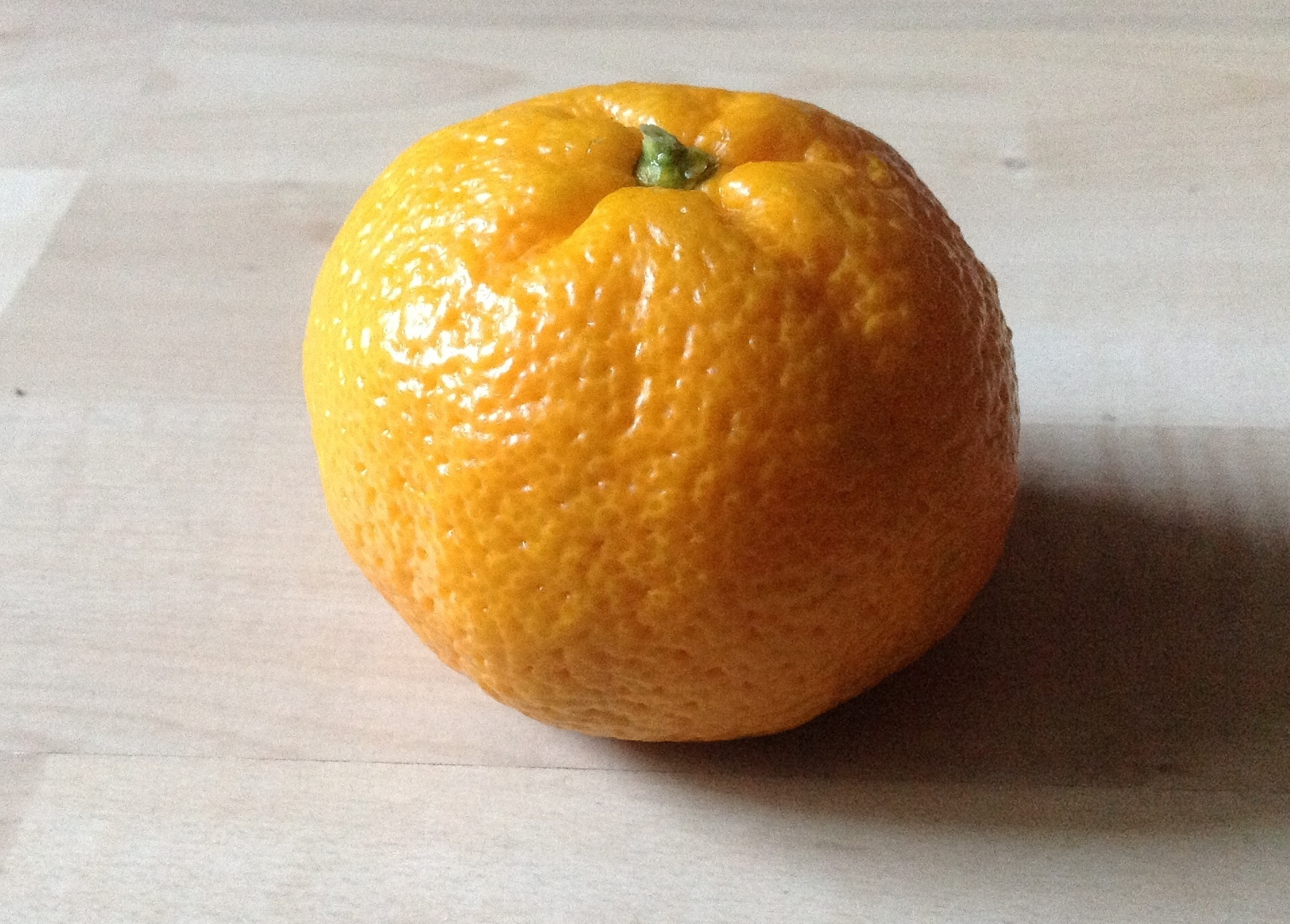
Une mandarine (Citrus reticulata).

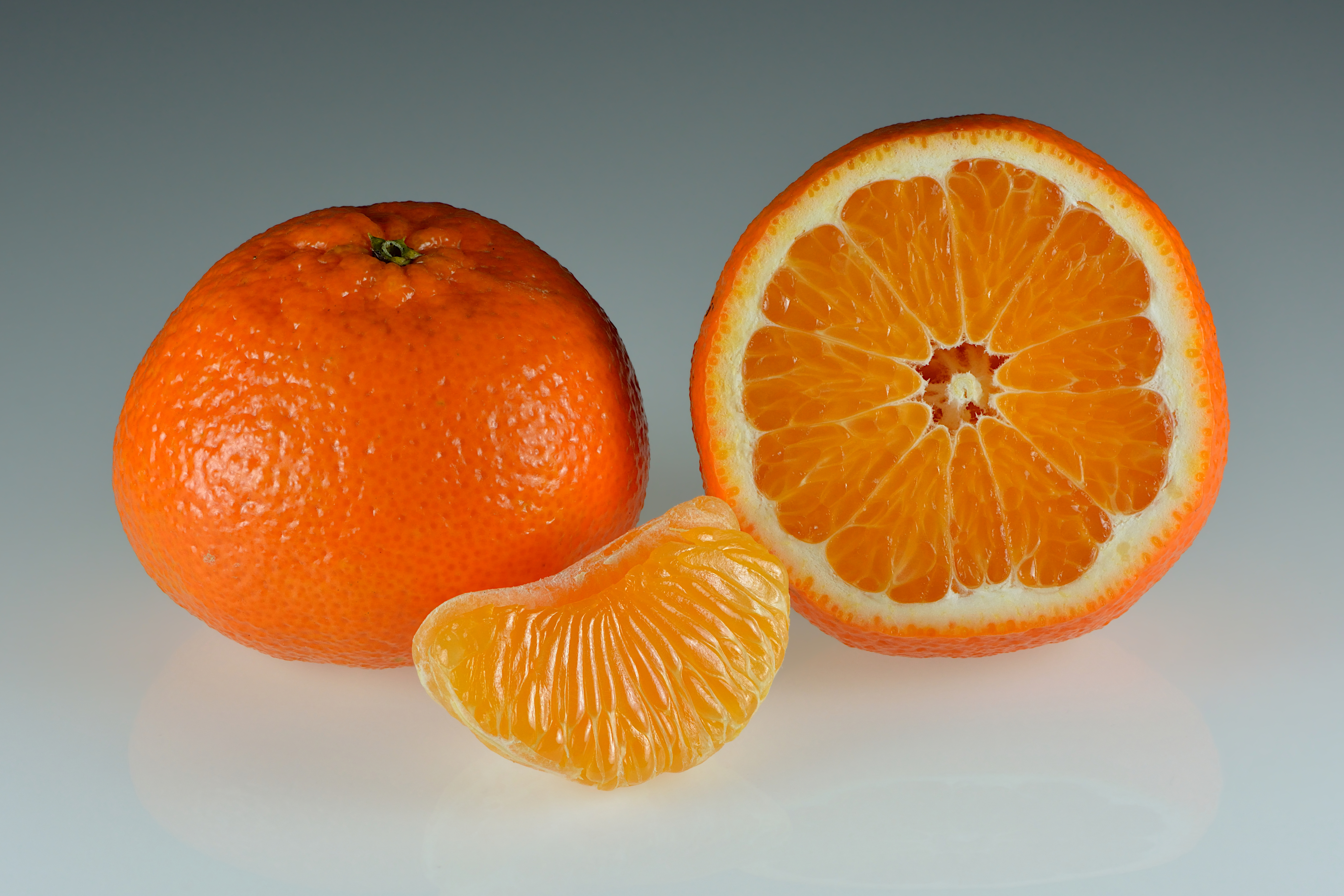
Fruit coupé et quartier.

La mandarine est un petit agrume de forme arrondie. C'est le fruit du mandarinier (Citrus reticulata), une espèce d'arbres de la famille des Rutaceae. Considérée comme une espèce distincte d'orange[réf. nécessaire], elle est généralement consommée nature ou dans des salades de fruits. Les mandarines sont un groupe d'agrumes de couleur orange constitués d'hybrides de mandarines avec une certaine contribution de pomelo[réf. nécessaire].
Les mandarines sont plus petites et aplaties, contrairement aux oranges communes sphériques. Le fruit, d'un diamètre de 5 à 9 cm, est sphérique et légèrement aplati au sommet. Sa chair est sucrée et parfumée. Leur goût est considéré comme plus sucré et plus fort que celui de l'orange commune. Une mandarine mûre est ferme à légèrement molle, lourde pour sa taille et à la peau caillouteuse. La peau est plus ou moins fine, lâche, d'une vive couleur mandarine, avec peu de mésocarpe blanc, de sorte qu'elle est généralement plus facile à éplucher et à diviser en segments. Les hybrides présentent généralement ces caractéristiques à un degré moindre[réf. nécessaire]. La mandarine est tendre et s'abîme facilement au froid. Elle peut être cultivée dans les zones tropicales et subtropicales.
Selon des études génétiques, la mandarine est l'une des premières espèces d'agrumes ; par sélection ou hybridation naturelle, elle est l'ancêtre de nombreux cultivars hybrides d'agrumes. Avec le cédrat et le pomelo, il est l'ancêtre des hybrides les plus importants sur le plan commercial (tels que les oranges douces et acides, le pamplemousse et de nombreux citrons et limes). La mandarine a également été hybridée avec d'autres espèces d'agrumes, comme la lime du désert et le kumquat. Bien que la mandarine ancestrale soit amère, la plupart des souches commerciales de mandarine sont issues d'une hybridation avec le pomelo, qui leur donne un fruit sucré.
Une mandarine se divise généralement en une dizaine de quartiers. Un quartier est parfois appelé un éclat, un coussin, une cuisse.

## Origine du nom mandarine
Mandarine (anglais mandarin, allemand Mandarine, portugais et espagnol mandarina) pour désigner « une espèce d'orange » apparait en français chez Bernardin de Saint Pierre en 1773. La mandarine devrait son nom à sa couleur qui serait celle de la robe de soie (mandarine désigne une étoffe de coton tramé de soie, parfois couleur de soleil) des mandarins, « nom donné en Europe aux fonctionnaires publics de la Chine. Cette dénomination n'est point chinoise. On pense qu'elle vient du mot portugais mandar, qui veut dire commander, ordonner ; d'où l'on a fait le mot Mandarin » (portugais mandarim) écrit le Dictionnaire français-latin-chinois de la langue mandarine. Max Muller pense que Mandarin vient du sanscrit Mantrin, conseiller qui désigne les hauts fonctionnaires malais mantarî.

## Variétés et caractéristiques
La mandarine a plusieurs appellations, certaines faisant référence à des hybrides. La plupart des mandarines précoces sont de la variété japonaise « satsuma » qui comprend environ 200 cultivars. Les mandarines de pleine saison sont principalement les méditerranéennes, dont la réputée « nadorcott » et les hybrides tropicaux asiatique « ponkan » appréciés en Inde, au Brésil. La clémentine, quant à elle, est un hybride entre une mandarine et une orange douce, recherchée pour son absence de pépins et au goût plus acidulé. C'est la variété la plus vendue en Europe.
Généralement la mandarine peut s'éplucher facilement à l'exception de certains cultivars comme Khasi (Citrus khasya) en Inde. En commençant par le sommet du fruit, les quartiers peuvent être séparés sans perdre de jus. Ces qualités en font un fruit facile à consommer.
Sa valeur énergétique est d'environ 40 kcal pour 100 g.

### Cultivars
Quelques cultivars de mandarines les plus connus
- 'Dancy', semis heureux dans le verger du colonel GL Dancy à Orange Mills - Floride (1867).
- 'Encore' hybride de tangor King x mandarine Willowleaf (1965).
- 'Pixie', pollinisation de Kincy (King x Dancy) (1927 et commercialisée en 1965)[11].
- 'Ponkan'. Mandarine asiatique commune en Chine, Inde etc.[12]
- Mandarine à feuille de saule, 'Willowleaf' ou mandarinier méditerranéen. Très ancienne variété (1800?) du bassin méditerranéen[13].
- SRA 337 ou Furr, hybride de Clementine x 'Murcott' (1954).
- 'Wilking' et 'Kinnow', hybridation de King x Willowleaf par HB Frost (1935)[14].

## Utilisation
Les utilisations de la mandarine sont identiques à celles de l'orange. Elle est notamment appréciée comme fruit de bouche. L'écorce et le jus sont utilisés dans les boissons (jus, liqueur, sirop, condiments, bière, etc.) et en cuisine salée et sucrée.
La peau de la mandarine peut également être utilisée dans des préparations médicinales, en particulier dans la médecine traditionnelle chinoise.

## Conservation
La mandarine se conserve environ une semaine à température ambiante. Il est possible de doubler ce temps en la plaçant dans le bac à légumes du réfrigérateur.

## Culture

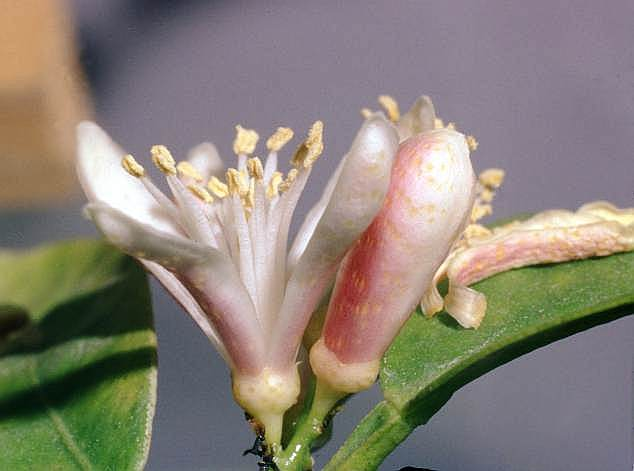
Fleur de mandarinier.

Le mandarinier est un petit arbre aux feuilles simples vert foncé brillant. Il n'est connu en Europe que depuis le début du XIXe siècle.
Il est cultivé en Algérie, en Espagne, en Sicile, en Tunisie, au Maroc et aux États-Unis. Dans les zones trop froides, on le greffe sur le citronnier Poncirus trifoliata afin qu'il puisse supporter les hivers plus rudes.

### Production
| Production en tonnes de clémentines, de mandarines et de tangerines Données de FAOSTAT (FAO) Base de données de la FAO, accès du 14 novembre 2006 | Production en tonnes de clémentines, de mandarines et de tangerines Données de FAOSTAT (FAO) Base de données de la FAO, accès du 14 novembre 2006 | Production en tonnes de clémentines, de mandarines et de tangerines Données de FAOSTAT (FAO) Base de données de la FAO, accès du 14 novembre 2006 | Production en tonnes de clémentines, de mandarines et de tangerines Données de FAOSTAT (FAO) Base de données de la FAO, accès du 14 novembre 2006 | Production en tonnes de clémentines, de mandarines et de tangerines Données de FAOSTAT (FAO) Base de données de la FAO, accès du 14 novembre 2006 | Production en tonnes de clémentines, de mandarines et de tangerines Données de FAOSTAT (FAO) Base de données de la FAO, accès du 14 novembre 2006 |
| | 2004 | | 2005 | | |
| --- | --- | --- | --- | --- | --- |
| Chine | 11 044 178,00 | 47 % | 11 395 000,00 | 49 % | |
| Espagne | 2 457 700,00 | 10 % | 1 944 600,00 | 8 % | |
| Brésil | 1 163 213,00 | 5 % | 1 270 000,00 | 5 % | |
| Japon | 1 060 000,00 | 5 % | 1 100 000,00 | 5 % | |
| Iran | 720 000,00 | 3 % | 720 000,00 | 3 % | |
| Thaïlande | 668 000,00 | 3 % | 670 000,00 | 3 % | |
| Égypte | 661 271,00 | 3 % | 665 000,00 | 3 % | |
| Pakistan | 505 000,00 | 2 % | 587 000,00 | 2 % | |
| Italie | 611 134,00 | 3 % | 585 844,00 | 2 % | |
| Turquie | 670 000,00 | 3 % | 585 000,00 | 2 % | |
| Corée du Sud | 584 353,00 | 2 % | 580 000,00 | 2 % | |
| Argentine | 450 000,00 | 2 % | 450 000,00 | 2 % | |
| Maroc | 443 000,00 | 2 % | 425 000,00 | 2 % | |
| États-Unis | 476 270,00 | 2 % | 390 090,00 | 2 % | |
| Mexique | 360 000,00 | 2 % | 370 000,00 | 2 % | |
| Autres pays | 1 642 814,00 | 7 % | 1 749 787,00 | 7 % | |
| Total | 23 516 933,00 | 100 % | 23 487 321,00 | 100 % | |

#### France
La mandarine commune est progressivement remplacée par ses hybrides dépourvus de pépins, notamment la clémentine (hybride de l'orange douce et de la mandarine) qui représente à elle seule 80 % du marché des petits agrumes en France.
Les 20 % restants sont en majorité occupés par d'autres hybrides, principalement la clemenvilla (croisement de tangelo et de clémentine), les ortaniques (hybrides de tangerine et d'orange), et l'Orri de Jaffa de création récente (années 1990).

## Composition
| Eau                 | 85,17 % |
| Glucides            | 13,34 % |
| Protides            | 0,81 %  |
| Lipides             | 0,31 %  |
| Fibres Alimentaires | 1,8 %   |

## Galerie d'images

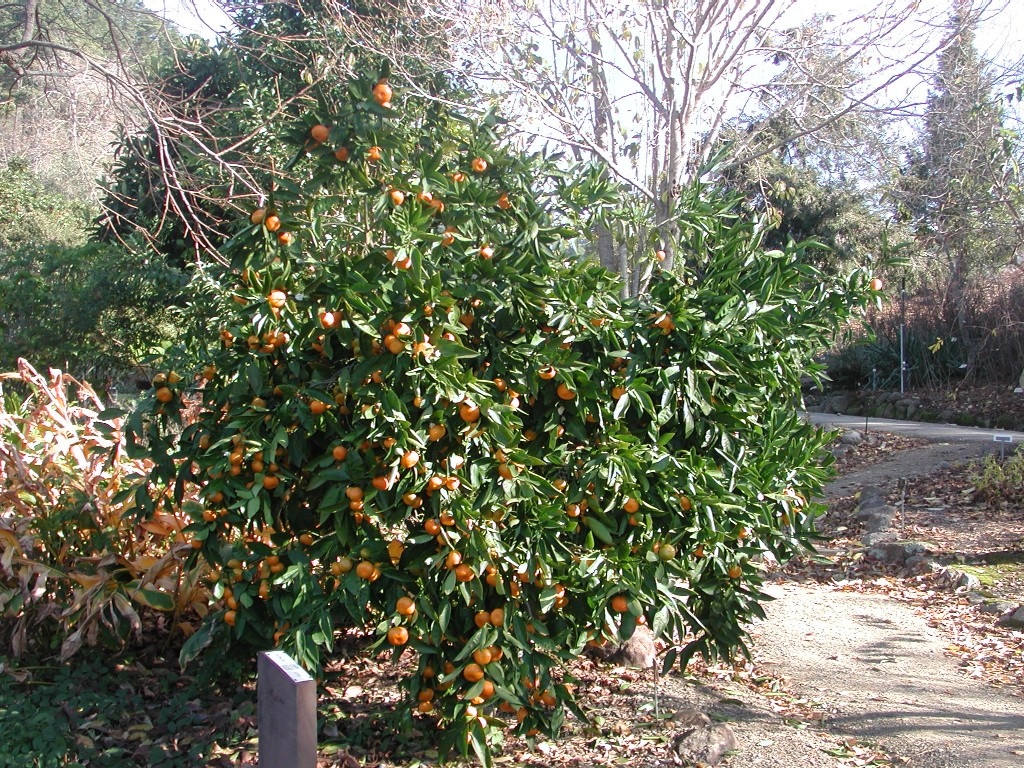
Mandarinier.
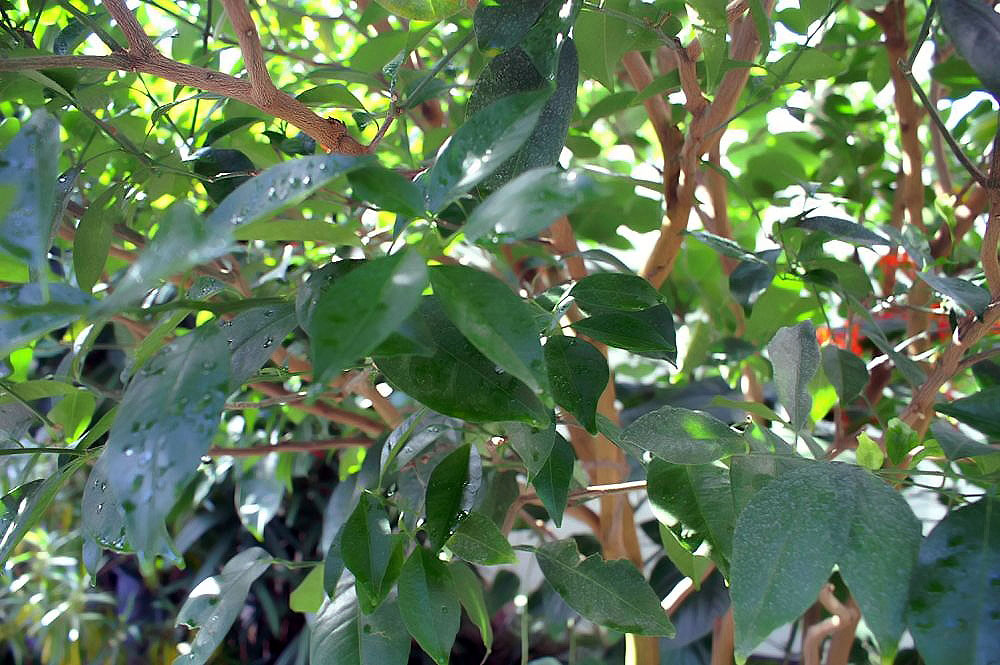
Détail d'un mandarinier.
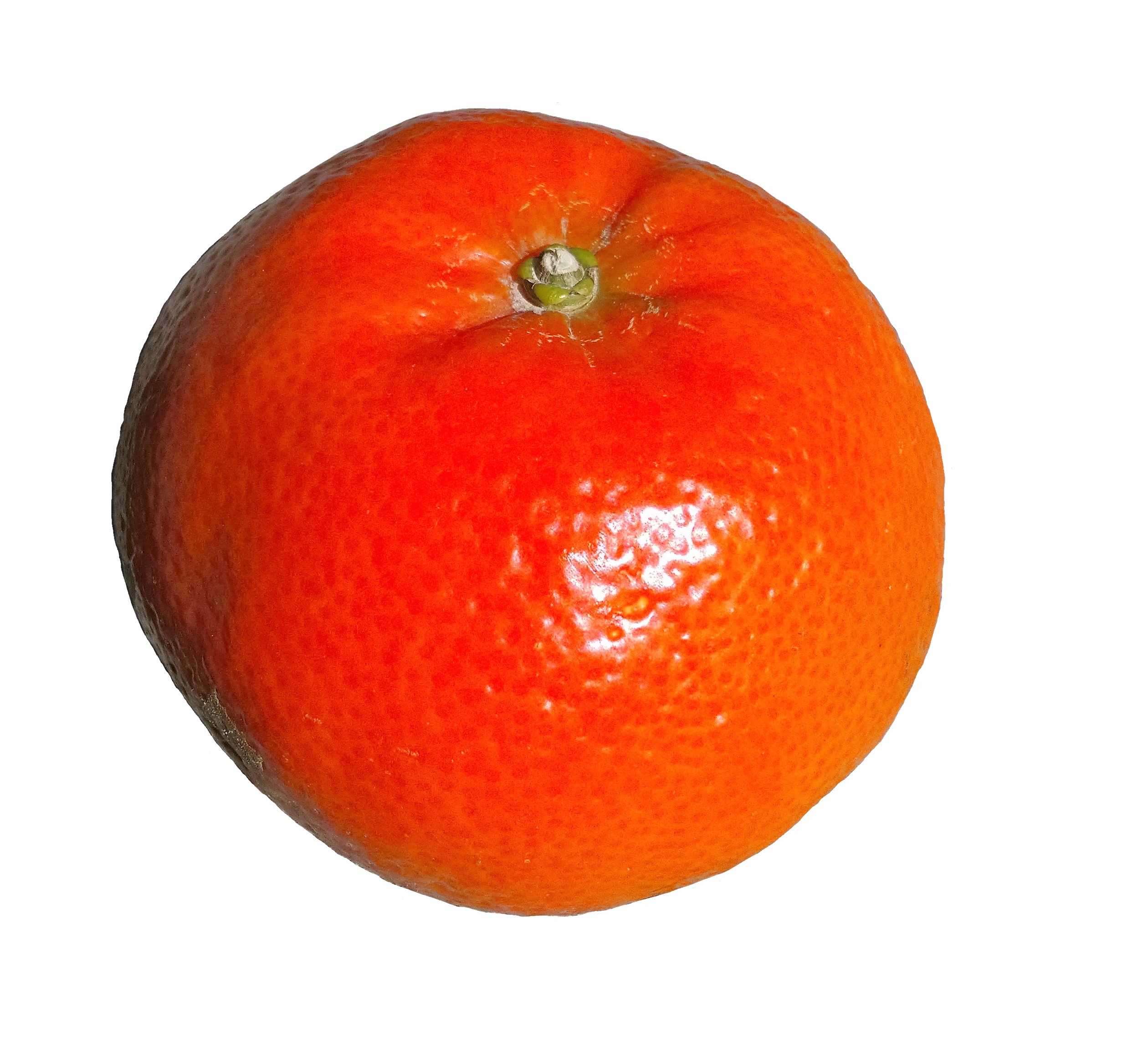
Fruit.
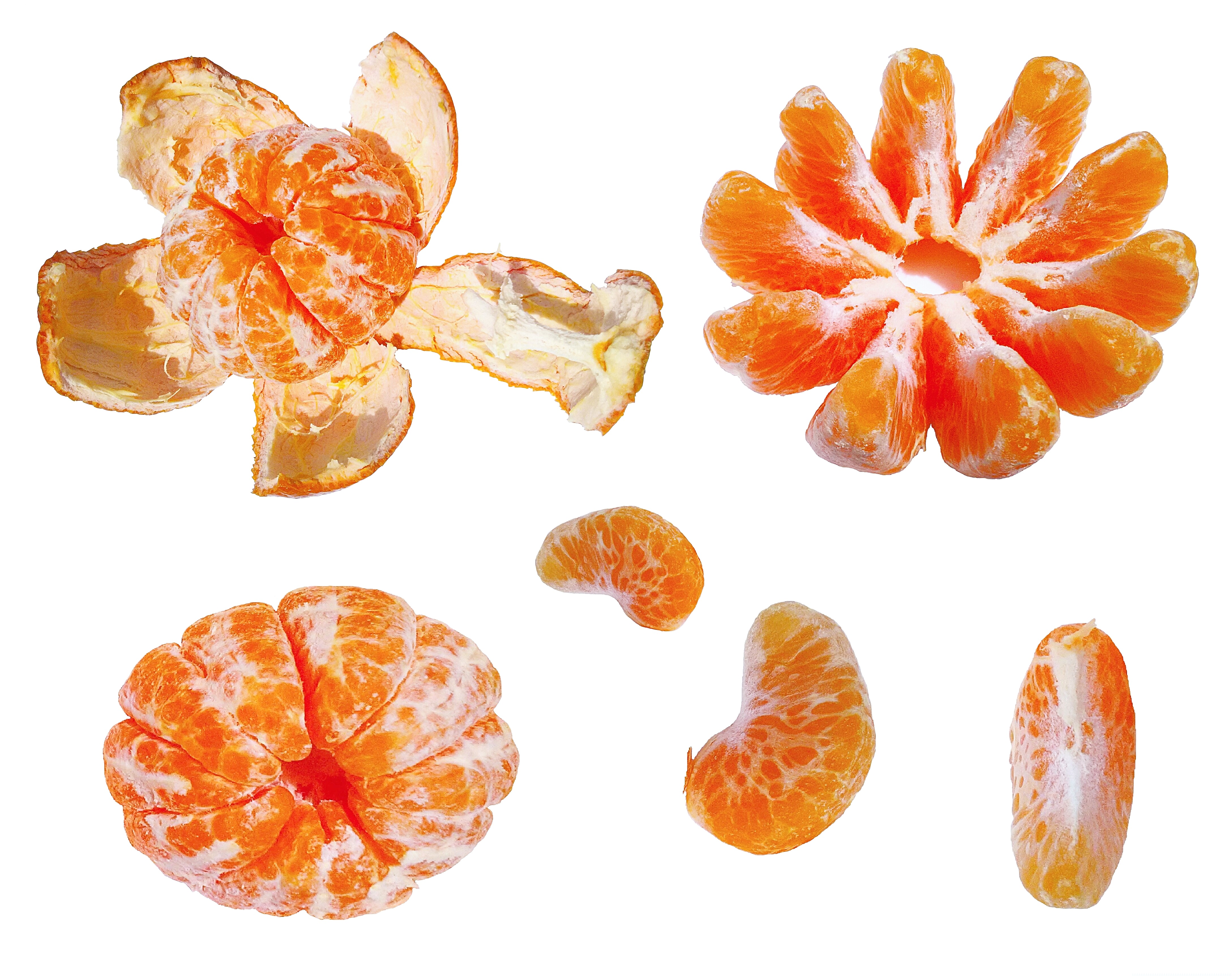
Quartiers de mandarine.